# Станисло (округ)
Ста́нисло (англ. Stanislaus County; /ˈstænɪslɔːs/ или /ˈstænɪslɔː/) — округ в центральной части штата Калифорния, США. Население округа, по данным переписи 2010 года, составляет 514 453 человека. Административный центр — город Модесто.

## История
Округ был образован в 1854 году путём отделения территории от округа Туолумне.

## География
Общая площадь округа равняется 3920 км², из которых 3870 км² составляет суша и 50 км² (1,3 %) — водные поверхности. Граничит с округом Калаверас (на северо-востоке), округом Туалэми (на востоке), округом Мерсед (на юге), округом Санта-Клара (на западе) и округом Сан-Хоакин (на севере). Крупная река Сан-Хоакин делит округ на две примерно равные части.

## Климат
Согласно данным представленным Национальной метеорологической службой США в округе Станисло преимущественно полузасушливый климат (на климатических картах, согласно системе классификации климатов Кёппена, обозначается аббревиатурой «BSh») для которого характерны жаркое сухое средиземноморское лето и прохладная, умеренно дождливая зима.

## Население
По данным переписи 2000 года, население округа составляет 446 997 человек. Плотность населения равняется 116 чел/км². Расовый состав округа включает 69,3 % белых; 2,6 % чёрных или афроамериканцев; 1,3 % коренных американцев; 4,2 % азиатов; 0,3 % выходцев с тихоокеанских островов; 16,8 % представителей других рас и 5,4 % представителей двух и более рас. 31,7 % из всех рас — латиноамериканцы. Для 67,8 % населения родным языком является английский; для 23,7 % — испанский.

Возрастно-половая пирамида населения округа Станисло (2000 год)

Из 145 146 домохозяйств 41,2 % имеют детей в возрасте до 18 лет, 56,0 % являются супружескими парами, проживающими вместе, 13,7 % являются женщинами, проживающими без мужей, а 24,5 % не имеют семьи. 19,4 % всех домохозяйств состоят из отдельно проживающих лиц, в 7,9 % домохозяйств проживают одинокие люди в возрасте 65 лет и старше. Средний размер домохозяйства составил 3,03, а средний размер семьи — 3,47.
В округе проживает 31,1 % населения в возрасте до 18 лет; 9,8 % от 18 до 24 лет; 29,0 % от 25 до 44 лет; 19,5 % от 45 до 64 лет и 10,4 % в возрасте 65 лет и старше. Средний возраст населения — 32 года. На каждые 100 женщин приходится 96,8 мужчин. На каждые 100 женщин в возрасте 18 лет и старше приходится 93,4 мужчин.
Средний доход на домашнее хозяйство составил $40 101, а средний доход на семью $44 703. Доход на душу населения равен $16 913.
Динамика численности населения по годам:
| 1950    | 1960    | 1970    | 1980    | 1990    | 2000    | 2010    |
| ------- | ------- | ------- | ------- | ------- | ------- | ------- |
| 127 231 | 157 294 | 194 506 | 265 900 | 370 522 | 446 997 | 514 453 |